# Riotoví del Valle de Sigüenza
Riotoví del Valle de Sigüenza es una entidad de población española del municipio de Sigüenza, perteneciente a la provincia de Guadalajara, en la comunidad autónoma de Castilla-La Mancha.

## Historia
Riosalido incorpora el territorio del extinguido Bayalcayado para el censo de 1857.
Riosalido se extingue por fusión y se incorpora a Riotoví del Valle de Sigüenza el 19 de enero de 1960.
Riotoví del Valle de Sigüenza se crea por fusión, entre otros, de Torre de Valdealmendras, Villacorza y Riosalido el 19 de enero de 1960.
Riotoví del Valle de Sigüenza segrega parte de su territorio que se incorpora a Sienes el 7 de noviembre de 1963.
Riotoví del Valle de Sigüenza se extingue y su territorio se incorpora a Sigüenza el 4 de junio de 1969.

## Demografía
| Gráfica de evolución demográfica de Riotoví del Valle de Sigüenza entre 1960 y 1960 |
| |
| Población de derecho según los censos de población del INE Población de hecho según los censos de población del INEEntre el censo de 1960 y el anterior, aparece este municipio porque se segrega del municipio Sigüenza Entre el censo de 1970 y el anterior, este municipio desaparece porque se integra en el municipio Sigüenza |